# Котувек
Котувек (пол. Kotówek) — село в Польщі, у гміні Єдвабне Ломжинського повіту Підляського воєводства.
Населення — 56 осіб (2011).
У 1975-1998 роках село належало до Ломжинського воєводства.

## Демографія
Демографічна структура станом на 31 березня 2011 року:
|          | Загалом | Допрацездатний вік | Працездатний вік | Постпрацездатний вік |
| -------- | ------- | ------------------ | ---------------- | -------------------- |
| Чоловіки | 35      | 13                 | 14               | 8                    |
| Жінки    | 21      | 7                  | 9                | 5                    |
| Разом    | 56      | 20                 | 23               | 13                   |